# Tableau de bord (automobile)
Pour les articles homonymes, voir Tableau de bord.
 (janvier 2022).
Si vous disposez d'ouvrages ou d'articles de référence ou si vous connaissez des sites web de qualité traitant du thème abordé ici, merci de compléter l'article en donnant les références utiles à sa vérifiabilité et en les liant à la section « Notes et références ».

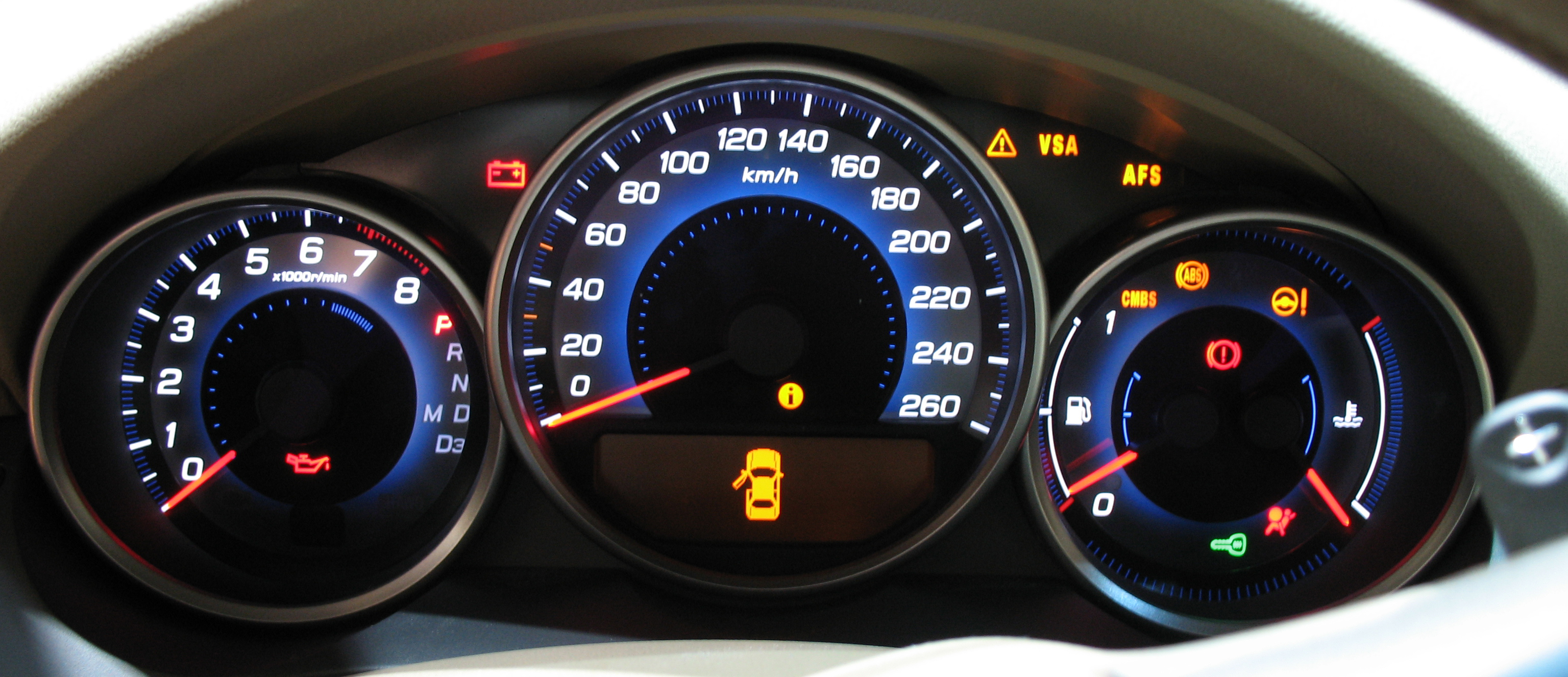
Combiné d'instruments d'une automobile.

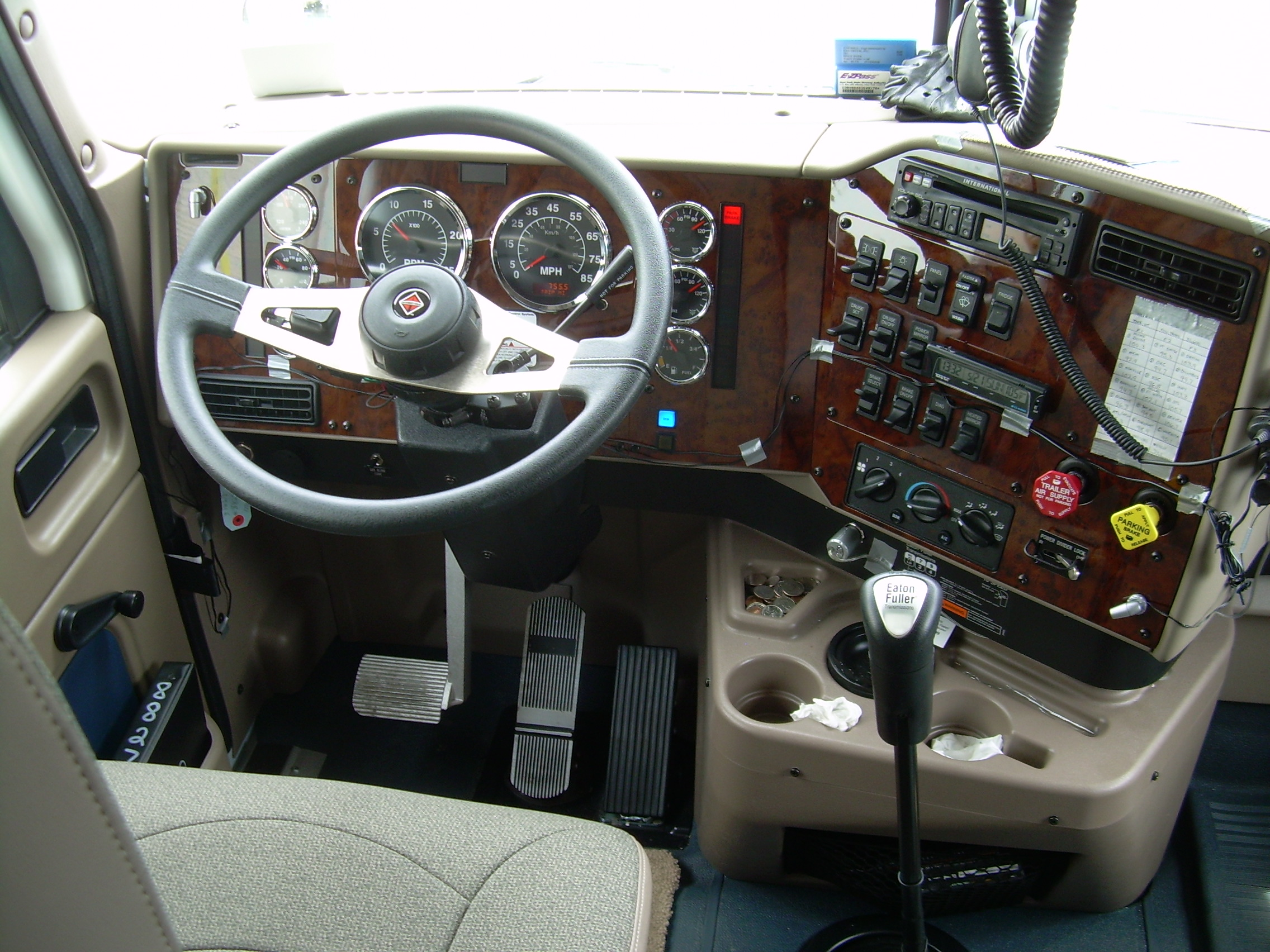
Tableau de bord d'un camion de marque International trucks.

Le tableau de bord, planche de bord, ou combiné d'instruments, est constitué d'un ensemble d'indicateurs et de témoins qui renseignent le conducteur d'un véhicule automobile (voiture, camion, moto, bateau, etc.) sur le fonctionnement du moteur et sur les paramètres de conduite (vitesse instantanée, température extérieure, etc.). Il est le plus souvent situé face au conducteur ou pilote, mais dans certains cas, les afficheurs sont situés au milieu de la planche de bord (comme sur les Toyota Yaris, Renault Espace ou Renault Twingo).
Pour les voitures particulières, certains indicateurs sont imposés par la législation et d'autres sont fournis à la discrétion du constructeur. Le plus souvent, la richesse et la variété des informations proposées dépendent de la version du modèle dans la gamme. Ainsi, les versions les plus sophistiquées d'un modèle disposent d'indicateurs de confort ou de fonctions évoluées (comme une interface multimédia tactile ou un ordinateur de bord).
Par extension, on désigne souvent par tableau de bord la planche de bord, une tablette qui s'étend sur toute la largeur du véhicule, au-dessus des pieds du conducteur et du passager avant. Elle comporte, outre les indicateurs énumérés ci-dessous, une variété d'accessoires destinés au confort et à la sécurité : aération, climatisation, radio, supports audio, boîte à gants, airbag pour le passager, etc.
Il s'agit d'un endroit où il est préférable de ne pas poser les pieds en raison des risques de blessure en cas de déclenchement de l'air bag.

## Les indicateurs
Jusqu'à la fin des années 1990, la richesse du combiné d'instruments évoluait réellement entre les versions basses et hautes d'un modèle, mais c'est moins le cas aujourd'hui du fait du mouvement de standardisation. La plupart des véhicules routiers contemporains proposent donc un certain nombre d'indications standard :
- La vitesse instantanée exprimée en kilomètres par heure (km/h) ou en miles par heure (mph), par l'intermédiaire d'un indicateur de vitesse (tachymètre)

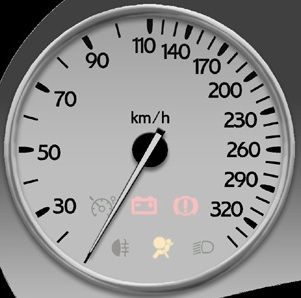
Un tachymètre
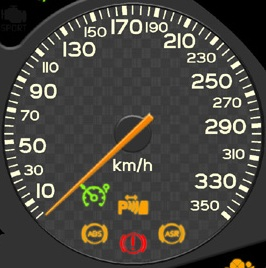
Autre type de tachymètre

- La vitesse de rotation de l'arbre principal du moteur exprimée en milliers de tours par minute (tr/min) (parfois marqué « rpm », pour « revolutions per minute » en anglais), grâce au compte-tours (qui est lui aussi un tachymètre)
- Le kilométrage parcouru (km), par un totalisateur ou odomètre (le plus souvent complété par un totalisateur partiel)
- Le niveau de carburant (exprimé la plupart du temps en subdivisions de la contenance du réservoir)

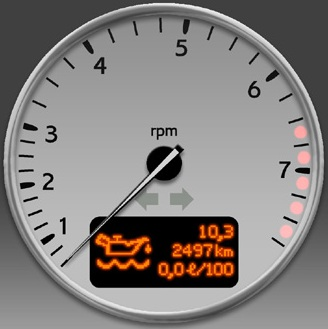
Un compte-tours
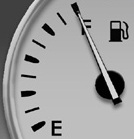
Jauge de niveau de carburant

- La température du liquide de refroidissement moteur. Indication générale (de froid au plus chaud toléré), en degrés Celsius (°C) (très rarement, en degrés Fahrenheit, ou °F, pour certains véhicules importés).

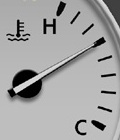
Indicateur de température
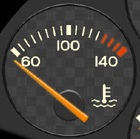
Autre type (°C)

## Les témoins d'alarme, d'alerte et de signalisation
Ces indicateurs sont complétés par la présence d'un certain nombre de témoins, en nombre très variable selon les constructeurs et les modèles, figurés par des pictogrammes de couleur. Ces témoins peuvent être classés en trois catégories :
- Les témoins d'alerte (de couleur rouge) signalent une panne moteur imposant un arrêt immédiat ou un danger pour les passagers du véhicule ;
- Les témoins d'avertissement (de couleur orange et parfois rouge) signalent la panne d'un système électronique de bord ou le besoin de faire réviser rapidement un organe du véhicule, tout en laissant la possibilité de continuer à utiliser le véhicule ;
- Les témoins de signalisation (de couleur verte, bleue, orange et plus rarement rouge) signalent le fonctionnement d'un système de bord.

Aux États-Unis, la taille minimale des témoins est de 1/8 de pouces, selon les règlements FMVSS n° 105 et 135.

### Témoins d'alerte
Longtemps, les représentations d'un même phénomène variaient selon les constructeurs. Néanmoins, les normes internationales comme l'ECE R121, définissent maintenant la plupart des voyants, leur forme et leur couleur, ne laissant que peu de marge de manœuvre pour le constructeur et son équipementier. Cela explique la grande convergence entre les tableaux de bord de tous les constructeurs.
Les principaux témoins sont mentionnés dans le tableau ci-dessous.
| Symbole | Désignation                               | Signification |
| ------- | ----------------------------------------- | --- |
|         | Charge batterie                           | Lorsque ce témoin s'allume, il signale une insuffisance de la charge de la batterie pouvant résulter d'une panne de l'alternateur ou d'une courroie coupée. |
|         | Pression d'huile moteur                   | Lorsque le moteur n'a pas tourné pendant un certain temps, l'huile, qui est un fluide, « descend » du haut du moteur vers le carter, et la pompe met un certain temps à amener l'huile partout et à la faire monter en pression. C'est pourquoi le voyant s'allume au démarrage et s'éteint rapidement.                                |
|         | Température d'huile moteur                | Ce témoin indique une surchauffe de l'huile du moteur. |
|         | Température du liquide de refroidissement | Ce témoin apparaît dans de très nombreuses voitures, bien que certains modèles soit juste équipés d'un thermomètre analogique ou numérique. Il signale toute surchauffe du moteur. Il est parfois d'un témoin coloré en bleu pour signaler que le liquide de refroidissement du moteur n'a pas encore atteint sa température nominale. |
|         | Défaillance des freins                    | Ce témoin a une double fonction d'alarme. Il signale : - une baisse de pression du circuit de freinage - un niveau insuffisant du liquide de freinage Sur les voitures modernes, il signale également le serrage du frein de stationnement (frein à main).                                                                             |
|         | Pression des pneumatiques                 | Ce témoin indique une perte de pression excessive d'un ou plusieurs pneumatiques du véhicule. Dans certains véhicules, ce voyant est orange avec un point d'exclamation. (voir TPMS) |
|         | Ceintures de sécurité non bouclées        | Les voitures les plus récentes (depuis 2005) sont équipées d'un témoin de ceinture non bouclée par passager. |

### Témoins d'avertissement
| Symbole | Désignation                            | Signification |
| ------- | -------------------------------------- | --- |
|         | Niveau d'huile moteur                  | Ce témoin indique une baisse du niveau de lubrifiant moteur nécessitant de faire l'appoint sous peine de dégrader les organes mécaniques. |
|         | Air bag                                | Ce témoin indique un dysfonctionnement de l'un des coussins gonflables sécurité du véhicule (airbags). Ce voyant est généralement de couleur rouge. |
|         | Anti-lock braking system (ABS)         | Ce témoin indique un dysfonctionnement du système d'antiblocage des roues (ABS). |
|         | Correcteur électronique de trajectoire | Ce témoin indique une activation ou un dysfonctionnement du correcteur électronique de trajectoire (ESP). |
|         | Usure des plaquettes de freins avant   | Ce témoin indique que les garnitures de freins avant ont atteint leur limite d'usure et doivent être remplacées le plus rapidement possible. Sur certains modèles, le voyant est orange pour les plaquettes arrière et rouge pour les plaquettes avant. |
|         | Traction Control                       | Ce témoin indique le fonctionnement, une défaillance ou la déconnexion du dispositif d'antipatinage du véhicule. Ce témoin peut aussi se présenter sous forme de voiture qui glisse.                                                                    |
|         | Niveau mini de carburant               | Ce témoin avertit le conducteur qu'il roule sur la réserve de carburant qui avoisine généralement 10 % de la capacité du réservoir. |
|         | Présence d'eau dans le filtre à gazole | Ce témoin indique la nécessité de purger le filtre sur les véhicules à moteur Diesel. Ce temoin peut aussi représenter un réservoir qui fuit. |
|         | Dépollution du moteur                  | Le témoin d'autodiagnostic indique par son clignotement ou son allumage prolongé un défaut du système d'allumage ou d'injection. Il avertit également le conducteur que le système de dépollution ne fonctionne pas correctement.                       |
|         | Antidémarrage codé                     | Le témoin d'antidémarrage s'éteint dès que la reconnaissance de la clef est terminée, avertissant le conducteur qu'il peut démarrer. À l'inverse, s'il reste allumé, le véhicule ne peut pas démarrer.                                                  |
|         | Direction assistée                     | Ce témoin indique une défaillance du système d'assistance de direction. |
|         | Ampoule défaillante                    | Ce témoin indique la défaillance d'une ampoule d'éclairage ou de signalisation externe. |

### Témoins de signalisation
| Symbole | Désignation                      | Signification |
| ------- | -------------------------------- | --- |
|         | Frein de parking serré           | Il signale que le frein de parking est engagé ou mal desserré. Souvent, ce témoin est remplacé par le témoin de défaillance de freinage.                                                                                                  |
|         | Feux de position                 | Ce témoin, comme son nom l'indique, accompagne l'entrée en service de l'éclairage extérieur. Le combiné d'instruments, les commandes de planche de bord, les veilleuses avant et arrière s'illuminent, ainsi que la plaque minéralogique. |
|         | Feux de croisement               | Ce témoin signale l'allumage des feux de croisement. |
|         | Feux de route                    | Ce témoin signale le passage en feux de route. |
|         | Projecteurs antibrouillard avant | Ce témoin signale l'allumage des projecteurs antibrouillard avant |
|         | Feux antibrouillard arrière      | Ce témoin signale l'allumage des feux antibrouillard arrière |
|         | Feux de détresse                 | Ce témoin clignotant signale le fonctionnement des feux de détresse (clignotement synchronisé de tous les indicateurs de changement de direction)                                                                                         |
|         | Désembuage de la lunette arrière | Ce témoin signale le fonctionnement du système de désembuage de la lunette arrière (et des rétroviseurs extérieurs si équipée). |
|         | Pré-chauffage Diesel             | Ce témoin indique le fonctionnement des bougies de préchauffage d'un moteur Diesel. |

## Sport automobile

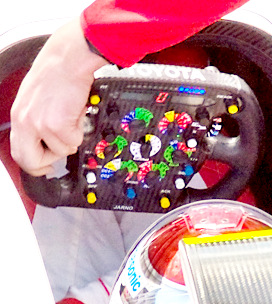
Un volant de Formule 1 (Toyota, 2009)

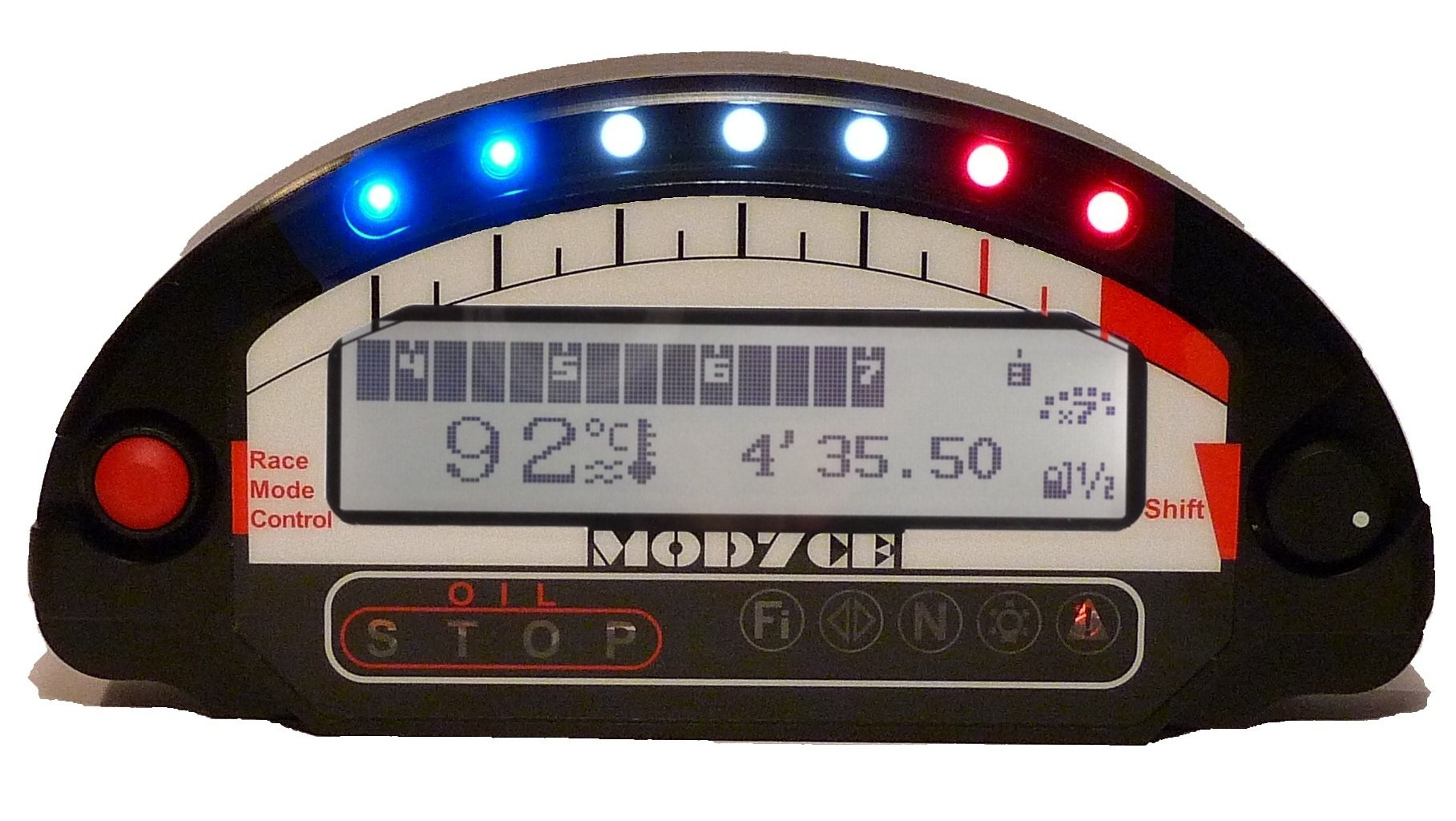
Un afficheur électronique de compétition. Sur la partie supérieure, les LED de shift-light. Bleu-vert-rouge.

En compétition automobile, les besoins du pilote sont différents de ceux du conducteur usuel. Celui-ci doit pouvoir concentrer toute son attention sur le pilotage, tout en ayant un maximum d'informations vitales disponibles. L'indication de la vitesse du véhicule importe généralement peu et le compte-tours prend une dimension prépondérante, de même que les indications de températures. On trouve des indicateurs spécifiques comme les shift-lights (qui indiquent le moment optimum pour passer le rapport de vitesse supérieur) ou des indicateurs de rapport de vitesses engagés.
Sur les engins de course, le tableau de bord est remplacé par un afficheur électronique, improprement appelé en France « dashboard » (« tableau de bord » en anglais). Cet instrument, issu de la F1, est relié à l'ECU et aux diverses sondes du véhicule et permet également l'acquisition des données. Il permet ainsi aux pilotes de relever puis d'analyser au stand les informations enregistrées pendant le roulage. Généralement entièrement configurable, son prix reste relativement élevé.
En Formule 1, l'afficheur électronique est partie intégrante du volant, de même que divers éléments permettant le réglage des paramètres de la voiture.

### En rallye

#### Groupe N et Groupe A
Bien qu'en groupe N, le tableau de bord doit être conservé, il est possible de lui adjoindre des instruments de mesure. Par contre, le groupe A autorise toutes les modifications, qu'il s'agisse de suppression des éléments existants ou du remplacement global de ceux-ci. Certains concurrents remplacent leur tableau de bord par un afficheur électronique.

#### Le copilote
Le copilote aussi bénéficie d'informations, comme un odomètre avec plusieurs affichages pour des courses telles que les rallye de régularité. Ces instruments, nommés Tripmaster, sont précis au décamètre lorsqu'ils sont étalonnés convenablement. Ils étaient auparavant entraînés par câble, comme le compteur de vitesse classique. Aujourd'hui certains constructeurs proposent des tripmasters électroniques, qui peuvent être reliés à l'injection électronique (qui peut récupérer les informations de vitesses sur les capteurs ABS par exemple).
La remise à zéro partielle de ces compteurs peut se faire par bouton ou à l'aide d'une pédale.